# Balaklawa

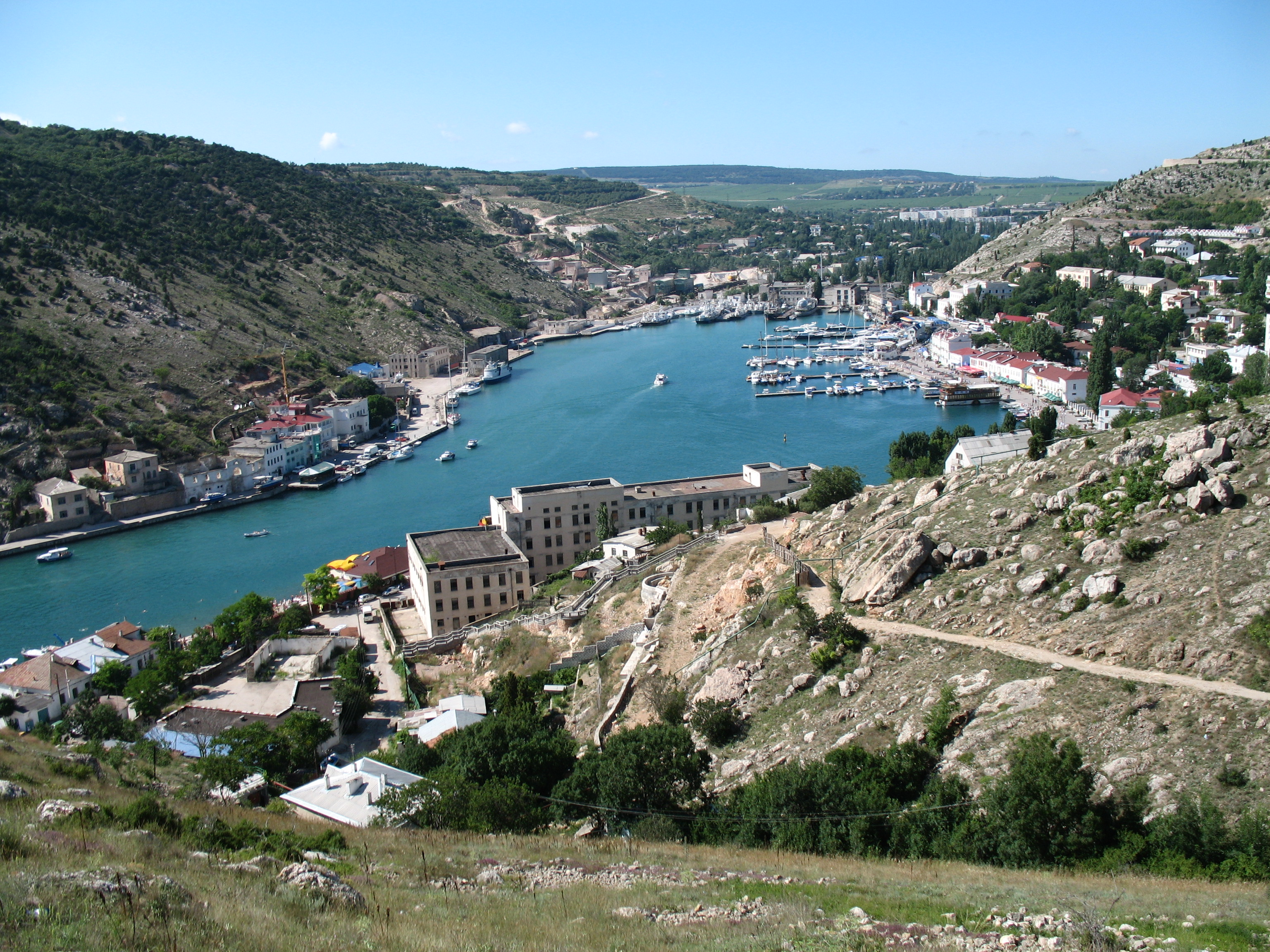
Ort, Hafen und Golf

Balaklawa (ukrainisch und russisch Балаклава; krimtatarisch Balıqlava) ist wie Chersones eine altgriechische Siedlung auf der ukrainischen Halbinsel Krim und seit 1957 ein Stadtteil von Sewastopol.

## Geographie

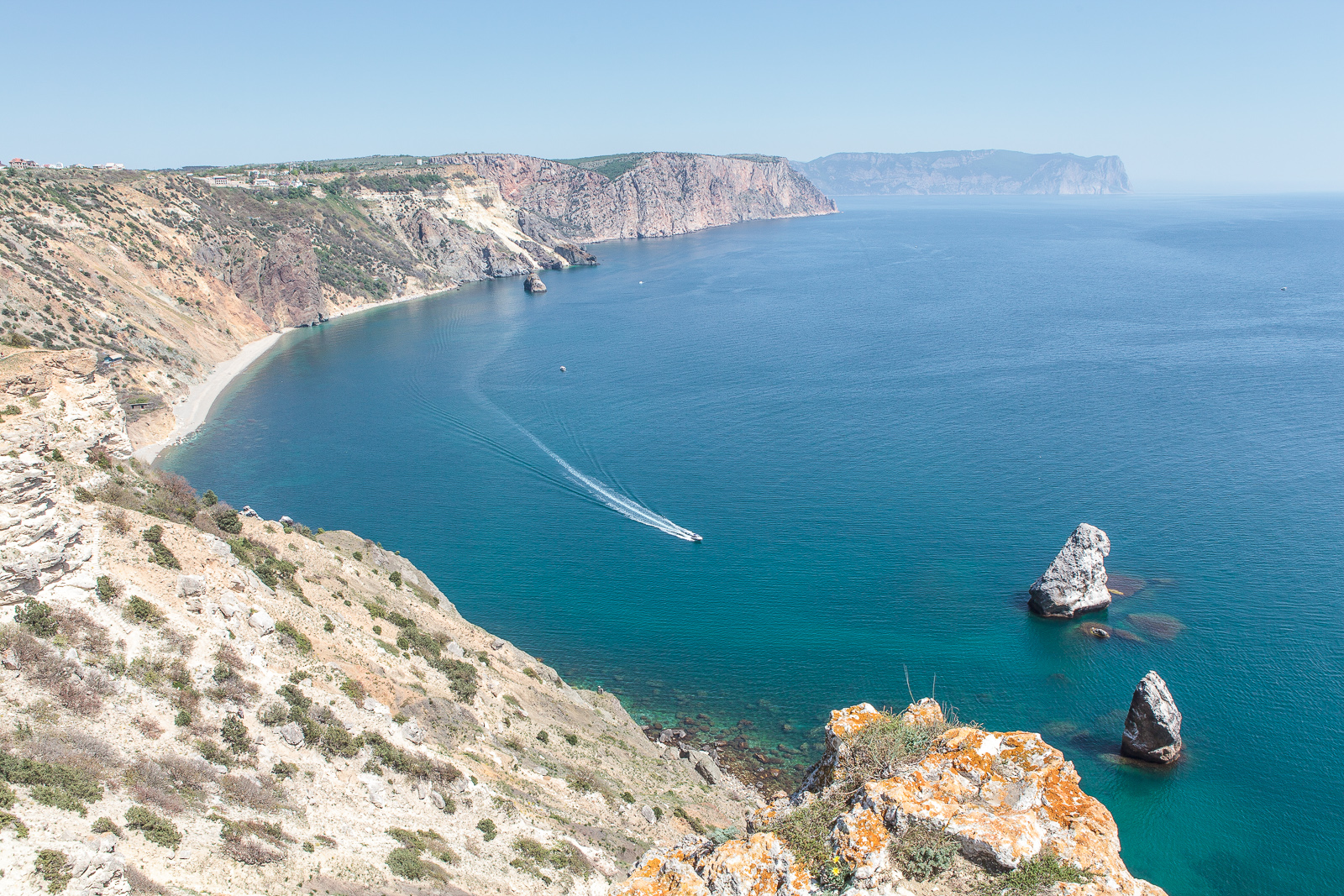
Das Meer westlich von Balaklawa

Die Bucht von Balaklawa liegt rund 15 Kilometer südöstlich vom Zentrum der Hafenstadt Sewastopol und ist durch Berge vom offenen Meer geschützt.

## Geschichte
Historiker vermuten, dass Balaklawa schon vor 3.000 Jahren besiedelt war.
Die Griechen nannten diese Gegend Symbolon, was die Bucht der Symbole bedeutet. Den Griechen folgten die Römer, von beiden Kulturen sind aber heute keine Zeugnisse mehr zu finden. Homer bezeichnete Symbolon in der Odyssee als „enge Bucht, in der es keine Stürme gibt“.

Ruinen der Festung Cembalo

Als die Genueser die Krimküste Mitte des 14. Jahrhunderts besetzten, bekam die Festung den Namen Cembalo. Die Reste ihres wichtigsten Krim-Stützpunktes auf dem Hügel zwischen Bucht und offenem Meer sind heute noch gut zu sehen.
Als 1475 die Türken die Stadt eroberten, gaben sie ihr wieder einen neuen Namen: Balaklawa (türkisch Balık Yuva), was auf Deutsch „Fischbecken“ bedeutet. Als die Krim im Jahre 1783 Russland angeschlossen wurde, ordnete Zarin Katharina II. die Ansiedlung von Archipel-Griechen an.
Während des Krimkrieges hatten die Briten dort ihre Basis. Hier fand am 25. Oktober 1854 die Schlacht von Balaklawa statt.
Im Zweiten Weltkrieg begann am 29. September 1941 die Besetzung der Krim durch die Wehrmacht. In der Schlacht um die Krim (8. April bis 12. Mai 1944) gelang der Roten Armee die vollständige Rückeroberung; im Anschluss erfolgte die „Säuberung“ der Halbinsel: Gemeinsam mit anderen nichtslawischen Minderheiten (meist Krim-Tataren, Armenier und Krimdeutsche) wurden die Archipel-Griechen 1944 auf Befehl von Stalin deportiert. Dagegen wurden Russen, Weißrussen und Ukrainer ermutigt, dort zu siedeln.
1947 ließ Stalin in der Bucht von Balaklawa einen geheimen U-Boot-Atombunker bauen, das „Objekt 825 GTS“.
Seit 2014 ist Balaklawa von Russland besetzt und völkerrechtswidrig annektiert.

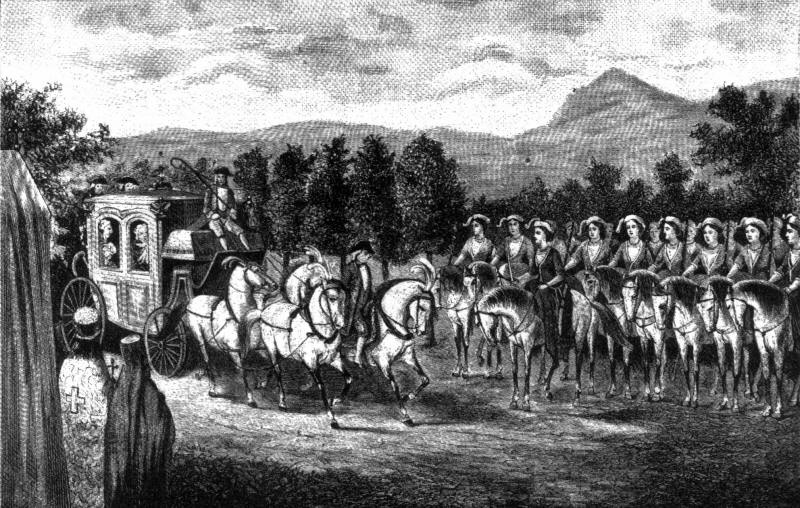
Die Amazonen-Kompanie begrüßt Zarin Katharina II. und Kaiser Joseph II., 1783
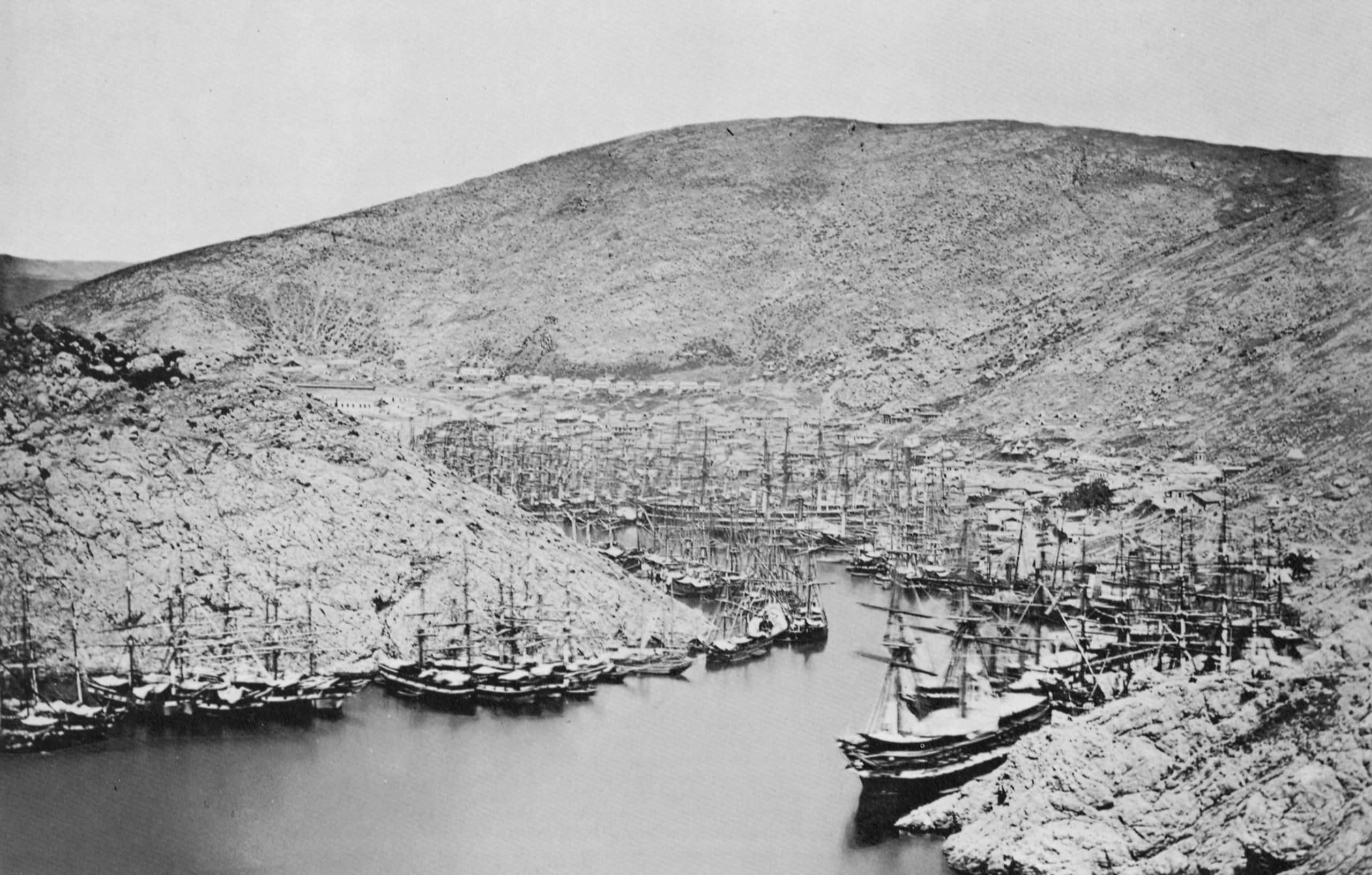
Hafeneinfahrt von Balaklawa, 1854
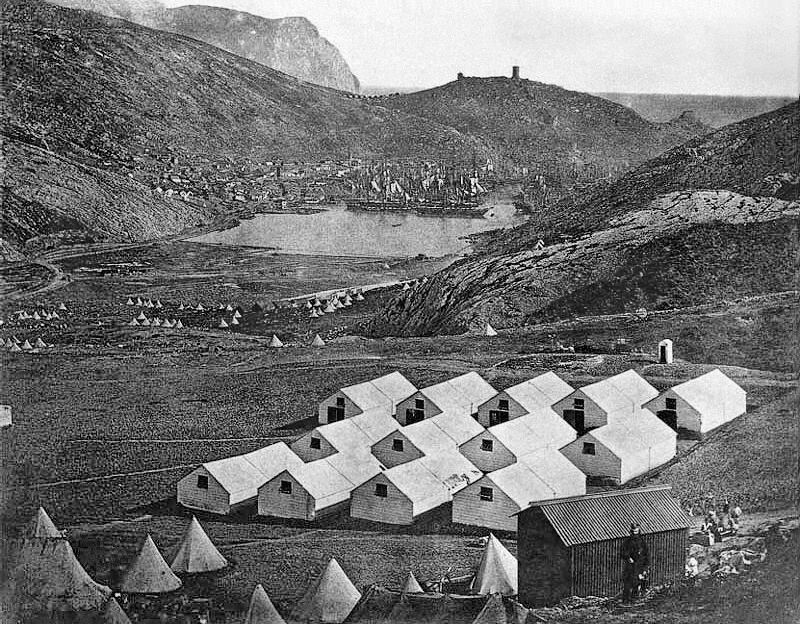
Englisches Militärlager 1854–1855

## Sehenswürdigkeiten

### Atombunker für U-Boote
Die im doppelten Sinne des Wortes größte Sehenswürdigkeit von Balaklawa ist paradoxerweise nicht zu sehen, es ist ein Atombunker für U-Boote. Nach dem Zusammenbruch der Sowjetunion wurde er teilweise geplündert und zerstört. Seit 2003 ist er ein Museum. Vierzehn Mitarbeiter führen Touristen durch Teile des 15.000 Quadratmeter großen Bunkers.

### Kirchen
Außer den Ruinen von Cembalo kann man in Balaklawa die Kirche „Zwölf Apostel“ aus dem 14. Jahrhundert besichtigen. Sie liegt an der ul. Rubzowa 41 (russisch ул. Рубцова) etwas außerhalb des Zentrums und wurde Anfang der 1990er Jahre restauriert. Die Kirche ist ein Podworje (russ. Подворъе), eine Außenstelle des St. Clemens-Klosters von Inkerman, und die Gottesdienste werden von den Mönchen von Inkerman zelebriert.

## Bevölkerung
Die Bevölkerungszahl von Balaklawa ist unbekannt, sie dürfte aber unter 10.000 Einwohnern liegen.

## Wirtschaft
Außer dem Tourismus sind in Balaklawa nur einige kleinere Betriebe bekannt, vor allem im Schiffbau und im Weinbau.

## Kommunikation
Vorwahl +380 (692), PLZ 99000.

## Verkehr

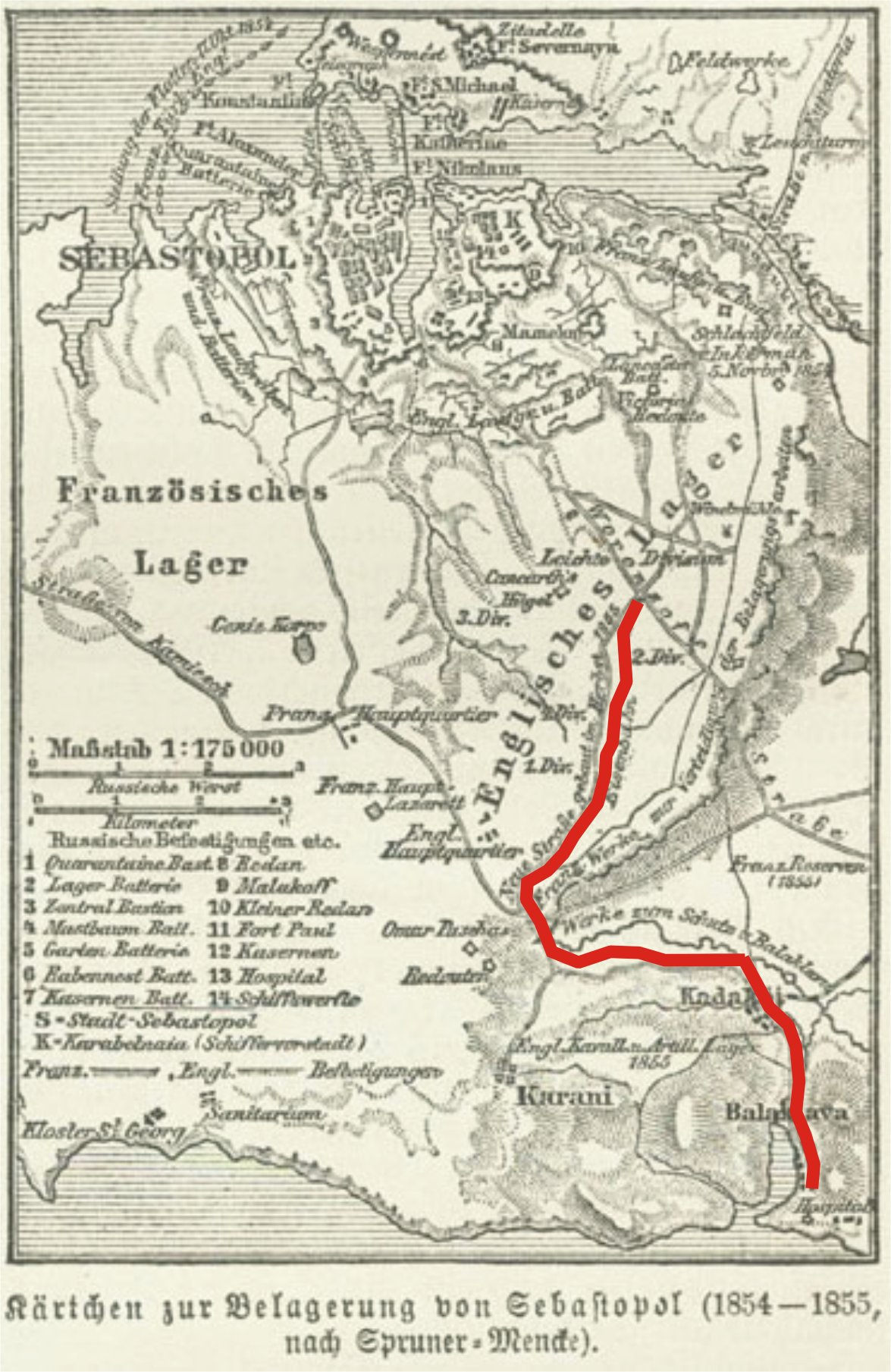
Belagerung von Sewastopol mit Eisenbahnstrecke

Im Krimkrieg (1853–1856) bauten die Engländer 1855 die erste strategische Bahnstrecke in der Geschichte der Eisenbahn, um von Balaklawa zum Lager der britisch-französischen Belagerungsarmee vor Sewastopol ihren Nachschub zu sichern. Diese Bahnstrecke ist heute stillgelegt. Vom Zentrum von Sewastopol aus gelangt man aber mit den Trolleybussen Nummer 12, 13, 14, 17 und 20 in einer halben Stunde bis zu deren Endstation. Von dort aus mit dem Autobus Nummer 9 nochmals in einer halben Stunde bis zur Endstation Balaklawa.

## Sport und Freizeit
Im 19. Jahrhundert wurde Balaklawa zu einem kleinen Kurstädtchen mitten in einem Naturschutzgebiet. Die Vegetation ist bis heute einzigartig: Entlang der Südküste sind die Berghänge bis direkt an das Meeresufer mit dichten Tannenwäldern bewachsen.

## Persönlichkeiten
Alexander Kuprin: Der russische Schriftsteller gehörte mit Maxim Gorki, Alexei Nikolajewitsch Tolstoi und Anton Tschechow zu den erfolgreichsten russischen Schriftstellern des frühen 20. Jahrhunderts. In seiner Erzählung „Laistrygonen“ beschreibt Kuprin 1911 den Stolz der Fischer von Balaklawa, die für ihn ein Ideal verkörperten: das Leben in seinen elementaren Abläufen, in der Nähe zur Natur, im Rhythmus der Jahreszeiten, im Wechsel von harter Arbeit und gedankenloser Fröhlichkeit. Aber dieses Leben war bereits zu Kuprins Zeit eine romantische Idylle.